# روتانا زمان
روتانا زمان إحدى قنوات مجموعة روتانا لمالكها الأمير السعودي الوليد بن طلال حيث كانت مقتصرة منذ بدايتها في عرض الأفلام العربية الكلاسيكية (باللونين الأبيض والأسود). وفي 2009 تم دمج برامج قناة «روتانا طرب» والتي كانت تقوم بعرض الأغاني العربية الكلاسيكية مع برامج روتانا زمان لتغلق روتانا طرب ولتعرض القناة أغاني وأفلام كلاسيكية عربية.

## قناة روتانا زمان
```
قناة روتانا زمان المعروفة حاليا باسم روتانا كلاسيك عقب إجراء تعديلات عليها من قبل شبكة روتانا المالكة لها والتي لم تقتصر على تغيير الاسم والشعار فقط وإنما تضمنت ما تقدمه من برامجية وأصبحت أكثر شمولية حيث كانت في بدايتها تميل أكثر لعرض الأغاني القديمة والطرب العربي الأصيل وعدد من الأفلام الكلاسيكية ثم توسعت لتشمل المسلسلات بمختلف تصنيفاتها وتعدد جنسياتها والكنوز المسرحية وأندر الأعمال العالمية حاملة شعار جواهر خالدة.
```